# Sandrine Capy
Pour les articles homonymes, voir Capy.
Sandrine Capy est une footballeuse internationale française née le 19 janvier 1969 à Lille évoluant au poste de gardienne de but. Elle est actuellement entraineuse du Football Club Olonne Château.

## Biographie
Elle a remporté cinq titres de championne de France avec Juvisy FCF.
Elle fait sa première apparition en équipe de France le 21 septembre 1991 face à l'Italie. 
Entre 2006 et 2012, elle est entraineuse de l'équipe C puis de l'équipe B de Juvisy FCF. Depuis 2012 à 2017, elle était responsable de la section féminine d'Étampes et entraineuse de l'équipe féminine du FC Étampes. Depuis 2017, elle est responsable de la section féminine, entraineuse et salariée au club du Football Club Olonne Chateau.

## Palmarès

### Joueuse
- 16 sélections équipes de France de 1991 à 2005
- Participation coupe du Monde 2003 aux États-Unis
- Participation championnat d’Europe 1997- 2005
- participation coupe d'Europe 1997-2003-2006

- 5 fois Championnat de France : 1994, 1996, 1997, 2003 et 2006
- Challenge de France : 2005

### Entraineuse

#### Avec Juvisy B
- Championnat de DH : 2012
- Coupe de l'Essonne : 2008, 2010, 2011 et 2012
- Coupe de Paris : 2012

#### Avec Étampes
- Championnat de PH : 2013
- Championnat de DHR : 2014
- Coupe de l'Essonne : 2015